# 回頭書
回頭書，是在搬運過程受到輕微折損，或是在書店陳列期間翻讀、日曬造成小瑕疪，而被退回中盤]或出版社的書。在一般的出版流程中，新書會透過經銷商鋪貨到書店或租書店，經過一段時間的販賣以後，賣剩下的書會被退回到中盤商或出版社。而被退回的書如果還是持續積壓在倉庫中，則書商通常會因為庫存壓力的關係，將這些書以相當低的價格販賣，稱為回頭書。
回頭書通常會透過不定期舉辦的特賣會販售，不會出現在一般的販賣通路中，而且會在書的側邊做上記號，防止被當成一般書來販賣，所以也被稱為記號書。